# Naissance en 1441
Naissance
- 1437
- 1438
- 1439
- 1440
- 1441
- 1442
- 1443
- 1444
- 1445

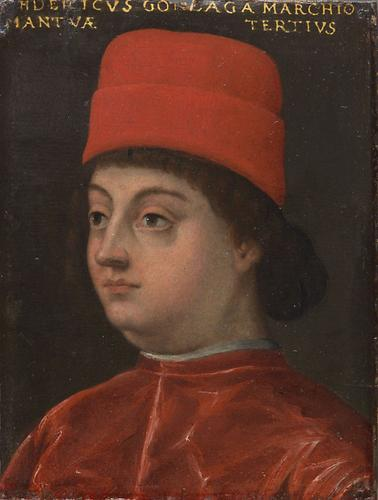
Frédéric Ier de Mantoue, né en 1441.

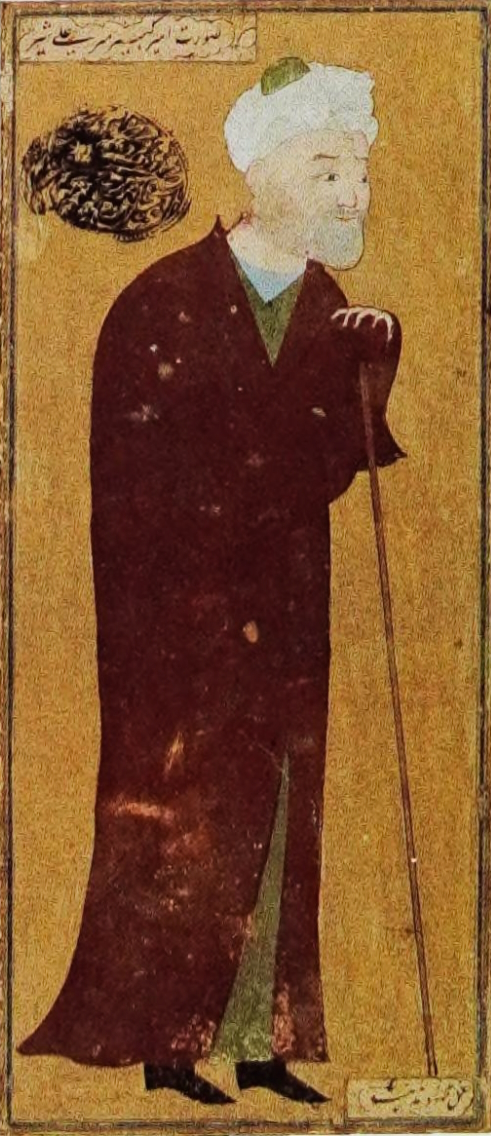
Mir Alisher Navoï, né en 1441.

Cette page dresse une liste de personnalités nées au cours de l'année 1441  :
- 24 janvier : Ernest de Saxe, né à Meissen, électeur de Saxe et landgrave de Thuringe.
- 9 février : Mir Alisher Navoï, né à Hérat (Afghanistan), philosophe et poète perso-ouzbek de langue tchaghataï.
- 25 juin : Frédéric Ier de Mantoue, troisième marquis de Mantoue (région de Lombardie en Italie).
- 20 juillet : Lê Nhân Tông, empereur du Annam.
- 23 juillet : Danjong, 6e roi de Joseon.

- Date précise inconnue :
- Liberale da Verona, peintre italien et enlumineur de la Renaissance  († 1526).
- Pedro de Arbués, né à Épila, inquisiteur espagnol.
- Francisco de Borja, cardinal espagnol.
- Juan Castellar y de Borja, cardinal espagnol.
- Magnus II de Mecklembourg, duc de Mecklembourg-Schwerin puis duc de Mecklembourg.
- Antonio de Nebrija, né à Lebrija, humaniste et grammairien espagnol.
- Pierre Garcie-Ferrande, marin français du Bas-Poitou, considéré comme le premier hydrographe français.
- Antonio Gentile Pallavicino, cardinal italien.
- Shō Toku, dernier roi de Ryūkyū.

## Crédit d'auteurs
- Cet article est partiellement ou en totalité issu de l'article intitulé « 1441 » (voir la liste des auteurs).